# باراداز فالي (ألبرتا)
باراداز فالي (بالإنجليزية: Paradise Valley, Alberta)‏ هي قرية تقع في كندا في Vermilion River County, Alberta. يقدر عدد سكانها بـ 174 نسمة ومساحتها 0.57 كم2 وترتفع عن سطح البحر 630 متر.

## المناخ
يظهر الجدول التالي التغييرات المناخية على مدار السنة لباراداز فالي:
| البيانات المناخية لـباراداز فالي              | البيانات المناخية لـباراداز فالي | البيانات المناخية لـباراداز فالي | البيانات المناخية لـباراداز فالي | البيانات المناخية لـباراداز فالي | البيانات المناخية لـباراداز فالي | البيانات المناخية لـباراداز فالي | البيانات المناخية لـباراداز فالي | البيانات المناخية لـباراداز فالي | البيانات المناخية لـباراداز فالي | البيانات المناخية لـباراداز فالي | البيانات المناخية لـباراداز فالي | البيانات المناخية لـباراداز فالي | البيانات المناخية لـباراداز فالي |
| الشهر                                         | يناير                            | فبراير                           | مارس                             | أبريل                            | مايو                             | يونيو                            | يوليو                            | أغسطس                            | سبتمبر                           | أكتوبر                           | نوفمبر                           | ديسمبر                           | المعدل السنوي                    |
| --------------------------------------------- | -------------------------------- | -------------------------------- | -------------------------------- | -------------------------------- | -------------------------------- | -------------------------------- | -------------------------------- | -------------------------------- | -------------------------------- | -------------------------------- | -------------------------------- | -------------------------------- | -------------------------------- |
| الدرجة القصوى °م (°ف)                         | 9.0 (48.2)                       | 10.0 (50.0)                      | 17.5 (63.5)                      | 28.5 (83.3)                      | 33.0 (91.4)                      | 39.0 (102.2)                     | 40.0 (104.0)                     | 38.5 (101.3)                     | 33.5 (92.3)                      | 28.0 (82.4)                      | 14.5 (58.1)                      | 10.0 (50.0)                      | 40.0 (104.0)                     |
| متوسط درجة الحرارة الكبرى °م (°ف)             | −9.3 (15.3)                      | −6.3 (20.7)                      | −0.2 (31.6)                      | 10.7 (51.3)                      | 17.6 (63.7)                      | 21.5 (70.7)                      | 23.8 (74.8)                      | 23.6 (74.5)                      | 17.4 (63.3)                      | 9.5 (49.1)                       | −2.5 (27.5)                      | −8.5 (16.7)                      | 8.1 (46.6)                       |
| المتوسط اليومي °م (°ف)                        | −14.2 (6.4)                      | −11.4 (11.5)                     | −5.3 (22.5)                      | 4.3 (39.7)                       | 10.4 (50.7)                      | 14.7 (58.5)                      | 16.8 (62.2)                      | 16.2 (61.2)                      | 10.5 (50.9)                      | 3.5 (38.3)                       | −6.9 (19.6)                      | −13.2 (8.2)                      | 2.1 (35.8)                       |
| متوسط درجة الحرارة الصغرى °م (°ف)             | −19.1 (−2.4)                     | −16.6 (2.1)                      | −10.4 (13.3)                     | −2.2 (28.0)                      | 3.3 (37.9)                       | 7.8 (46.0)                       | 9.8 (49.6)                       | 8.8 (47.8)                       | 3.6 (38.5)                       | −2.6 (27.3)                      | −11.2 (11.8)                     | −17.8 (0.0)                      | −3.9 (25.0)                      |
| أدنى درجة حرارة °م (°ف)                       | −41.5 (−42.7)                    | −44.0 (−47.2)                    | −36.5 (−33.7)                    | −22.0 (−7.6)                     | −12.0 (10.4)                     | −2.5 (27.5)                      | 1.0 (33.8)                       | −4.0 (24.8)                      | −10.0 (14.0)                     | −23.5 (−10.3)                    | −34.0 (−29.2)                    | −42.5 (−44.5)                    | −44.0 (−47.2)                    |
| الهطول مم (إنش)                               | 18.4 (0.72)                      | 11.0 (0.43)                      | 16.7 (0.66)                      | 28.6 (1.13)                      | 36.5 (1.44)                      | 61.1 (2.41)                      | 70.3 (2.77)                      | 48.7 (1.92)                      | 31.2 (1.23)                      | 15.9 (0.63)                      | 19.1 (0.75)                      | 18.4 (0.72)                      | 375.8 (14.80)                    |
| معدل هطول الأمطار مم (إنش)                    | 1 (0.0)                          | 0.3 (0.01)                       | 1.4 (0.06)                       | 13.2 (0.52)                      | 32.5 (1.28)                      | 61.1 (2.41)                      | 70.3 (2.77)                      | 48.5 (1.91)                      | 29.4 (1.16)                      | 8.6 (0.34)                       | 1.5 (0.06)                       | 0.5 (0.02)                       | 268.3 (10.56)                    |
| متوسط تساقط الثلوج سم (إنش)                   | 18.4 (7.2)                       | 11 (4.3)                         | 16.7 (6.6)                       | 28.6 (11.3)                      | 36.5 (14.4)                      | 61.1 (24.1)                      | 70.3 (27.7)                      | 48.7 (19.2)                      | 31.2 (12.3)                      | 15.9 (6.3)                       | 19.1 (7.5)                       | 18.4 (7.2)                       | 375.8 (148.0)                    |
| متوسط أيام هطول الأمطار (≥ 0.2 mm)            | 10                               | 7                                | 8                                | 8                                | 10                               | 13                               | 13                               | 11                               | 9                                | 7                                | 9                                | 10                               | 115                              |
| متوسط الأيام الممطرة (≥ 0.2 mm)               | 1                                | 0                                | 1                                | 5                                | 10                               | 13                               | 13                               | 11                               | 8                                | 5                                | 1                                | 1                                | 71                               |
| متوسط الأيام المثلجة (≥ 0.2 cm)               | 9                                | 7                                | 7                                | 4                                | 1                                | 0                                | 0                                | 0                                | 1                                | 3                                | 8                                | 10                               | 50                               |
| المصدر: Environment and Climate Change Canada |                                  |                                  |                                  |                                  |                                  |                                  |                                  |                                  |                                  |                                  |                                  |                                  |                                  |